# Beilschmiedia elliptica
Beilschmiedia elliptica är en lagerväxtart som beskrevs av Cyril Tenison White. Beilschmiedia elliptica ingår i släktet Beilschmiedia och familjen lagerväxter. Inga underarter finns listade i Catalogue of Life.